# Мегіонський міський округ
Мегіо́нський міський округ (рос. Мегионский городской округ) — адміністративна одиниця Ханти-Мансійського автономного округу Російської Федерації.
Адміністративний центр — місто Мегіон.

## Населення
Населення міського округу становить 54669 осіб (2018; 56382 у 2010, 54029 у 2002).

## Склад
До складу міського округу входять 1 місто та 1 селище міського типу:
| № | Населений пункт               | Населення, осіб (2002) | Населення, осіб (2010) |
| - | ----------------------------- | ---------------------- | ---------------------- |
| 1 | Мегіон, місто                 | 46566                  | 49449                  |
| 2 | Високий, селище міського типу | 7463                   | 6933                   |